# Рекс Норріс (хокеїст на траві)
Рекс Норріс (1903 — 17 вересня 1980) — індійський хокеїст на траві.
Олімпійський чемпіон 1928 року.